# Dicitencello vuje
Dicitencello vuje (it.: Diteglielo Voi) è una canzone napoletana scritta nel 1930 da Rodolfo Falvo (musica) ed Enzo Fusco (testo).

## Significato del testo
(Estratto dal testo)
Dicitencello vuje è la disperata dichiarazione d'amore di un uomo nei confronti della donna amata, resa in maniera indiretta. L'uomo infatti parla rivolgendosi ad un'amica dell'amata riferendosi alla donna desiderata con l'appellativo cumpagna vosta (vostra amica). L'uomo le chiede di riferirle che per lei ha perso il sonno e la voglia di fare (aggio perduto 'o suonno e 'a fantasia), che la passione "più forte di una catena" (è na passione, cchiù forte 'e na catena) lo tormenta e non lo fa più vivere (ca mme turmenta ll'anema... e nun mme fa campá). 
Soltanto nell'ultima strofa del brano il protagonista confessa di amare in realtà la sua interlocutrice, e quando vede una lacrima sul suo volto ("na lacrima lucente v'è caduta") le dice che è proprio lei la donna che ama ("levammece sta maschera, dicimme 'a verità", togliamoci questa maschera, diciamo la verità).

## Interpreti
Nel corso degli anni il brano è stato oggetto d'innumerevoli versioni e reinterpretazioni. La prima incisione su 78 giri risale al 1930, ed è la versione di Vittorio Parisi e nel 1931 fu la volta di Gennaro Pasquariello. La canzone entrò anche nel repertorio di Anna German, Mario Abbate e di Roberto Murolo, che la registrò anche in duetto con Amália Rodrigues. 
La canzone è stata tradotta in inglese (da Jimmy Dale, Martin Kalmanoff, Jack Val, Sam Ward) con il titolo "Just Say I Love Her" ed interpretata negli anni da numerosi cantanti tra i quali Vic Damone, Eddie Fisher, Frankie Avalon, Al Martino, Dean Martin, Connie Francis, Artie Shaw, Tony Bennett, Timi Yuro, Nina Simone, Miranda Martino nel 45 giri del 1960 della (RCA Victor, 47-7828) inserita nell'album omonimo del 1962 (RCA Victor, PML 10314).
Negli anni settanta il brano ebbe una nuova ondata di popolarità in Italia, grazie ad una cover registrata da Alan Sorrenti nel 1974, che la reinterpretò in chiave moderna ed in falsetto, in occasione dell'uscita del suo terzo album. Fra gli altri interpreti ad aver registrato una versione del brano si ricordano Alex Baroni, Renzo Arbore e l'Orchestra Italiana, Rita Forte, Ivana Spagna, Ricchi e Poveri, Sal da Vinci, Ivan Graziani (in una versione strumentale nell'album Tato Tomaso's Guitars), Mario Trevi (in versione classica, negli anni '60, ed in versione Turbo folk nel 2011), Claudio Villa, Franco Califano, Mariella Nava, Alessandro Safina, Marco Zibardi e Gigi Finizio. 
Da non dimenticare le interpretazioni dei cantanti lirici come Rosa Ponselle, Giuseppe Di Stefano, Mario Del Monaco,  José Carreras, Luciano Pavarotti, Plácido Domingo, Francesco Anile, Mario Lanza. In Russia (dove la canzone classica napoletana è apprezzata e studiata nei conservatori sin dai primi del 1900) è un cavallo di battaglia di tenori come Muslim Magomaev, Dmitri Hvorostovsky e Zaur Tutov.
Nella celebre canzone di Lucio Dalla Caruso nel ritornello l'autore utilizza più che ampiamente, quasi un rimontaggio, musica e parole del ritornello di Dicitencello vuje  (Ti voglio bene assai e È una catena ormai).
Gianna Nannini in Fotoromanza - uno dei suoi primi e più noti successi - cita (traducendolo in italiano) uno dei versi più caratteristici di Dicitencello vuje ("ho perduto il sonno e la fantasia").
Nel 1995 Irene Fargo inserisce la sua versione nell'album ’O core ’e Napule (Carosello Records, 3005714).
Nel 2013 il mandolinista solista Gennaro Venditto, dell'Orchestra Eduardo Alfieri, esegue la versione strumentale della canzone per l'album Napoli in mandolino (Nuova Canaria).
Patrizio Buanne incide una cover di Dicitencello vuie in Viva la Dolce Vita nel 2015 per la Decca.